# Ilema kosemponica
Ilema kosemponica este o molie din familia Erebidae. Se găsește în Taiwan.
Anvergura aripilor este 29 – 37 mm.

## Legături externe
- en Baza de date a genului Lepidoptera la Muzeul de istorie naturală